# 2. volilna enota (Slovenija)
2. volilna enota je volilna enota v Sloveniji, ki obsega območja občin: Ajdovščina, Ilirska Bistrica, Izola, Koper, Nova Gorica, Piran, Postojna, Sežana, Tolmin in Vipava; sedež enote je v Postojni.
Enota je razdeljena na 11 volilnih okrajev:
- 1. volilni okraj: občina Tolmin, ki obsega območje krajevnih skupnosti: Borjana, Bovec, Breginj, Čezsoča, Dolenja Trebuša, Dolje, Drežnica, Gorenja Trebuša, Grahovo ob Bači, Hudajužna, Idrsko, Kal-Koritnica, Kamno, Kneža, Kobarid, Kred, Livek, Ljubin, Log pod Mangartom, Most na Soči, Pečine, Podbrdo, Poljubinj, Ponikve, Rut, Slap ob Idrijci, Smast, Soča-Trenta, Srpenica, Stržišče, Šentviška Gora, Tolmin, Tolminski Lom, Trnovo ob Soči, Volarje, Volče, Vrsno, Zatolmin, Žaga (sedež: Tolmin);
- 2. volilni okraj: občina Piran, ki obsega območje krajevnih skupnosti: Lucija, Nova vas-Padna-Raven, Piran, Portorož, Sečovlje, Strunjan (sedež: Piran);
- 3. volilni okraj: občina Izola, ki obsega območje krajevnih skupnosti: Izola I-stari del mesta, Izola II-srednji del mesta, Izola III-Polje-Livade, Korte, Jagodje-Dobrava (sedež: Izola);
- 4. volilni okraj: del občine Koper, ki obsega območje krajevnih skupnosti: Žusterna, Prisoje-Olmo, Koper Za gradom, Koper Markovec, Semedela, Koper Breg, Koper Center (sedež: Koper);
- 5. volilni okraj: občina Ankaran in del občine Koper, ki obsega območje krajevnih skupnosti: Šmarje pri Kopru, Škocjan, Vanganel, Pobegi – Čežarji, Bertoki, Boršt, Črni Kal, Podgorje, Zazid, Rakitovec, Dekani, Gračišče, Gradin, Hrvatini, Marezige, Sveti Anton, Škofije (sedež: Koper);
- 6. volilni okraj: občina Sežana, ki obsega območje krajevnih skupnosti: Ocizla, Prešnica, Hrpelje, Materija, Rodik, Artviže, Slivje, Gradišče pri Materiji, Obrov, Tatre, Misliče, Lokev, Divača, Barka, Vreme, Senožeče, Povir, Sežana, Dane pri Sežani, Štorje, Vrabče, Kazlje, Avber, Brestovica pri Komnu, Dutovlje, Gorjansko, Komen, Pliskovica, Štanjel, Štjak, Tomaj (sedež: Sežana);
- 7. volilni okraj: občina Ilirska Bistrica, ki obsega območje krajevnih skupnosti: Dolnja Bitnja, Dolnji Zemon, Harije, Hrušica, Ilirska BistricaHrušica, Ilirska Bistrica, Jelšane, Knežak, Koseze, Kuteževo, Novokračine, Ostrožno Brdo, Podgrad, Pregarje, Prem, Rečica, Starod, Šembije, Topolc, Vrbovo, Zabiče (sedež: Ilirska Bistrica);
- 8. volilni okraj: občina Postojna, ki obsega območje krajevnih skupnosti: Juršče, Zagorje, Dolane, Pivka, Prestranek, Bukovje, Hrašče, Hrenovice, Hruševje, Košana, Landol, Planina, Postojna, Razdrto, Studeno, Suhorje, Šmihel pod Nanosom, Veliko Ubeljsko (sedež: Postojna);
- 9. volilni okraj: del občine Nova Gorica, ki obsega območje krajevnih skupnosti: Sela na Krasu, Vojščica, Temnica, Dornberk, Branik, Opatje selo, Kostanjevica na Krasu, Renče, Miren, Gradišče nad Prvačino, Prvačina, Bilje, Šempas, Avče, Banjšice, Čepovan, Grgarske Ravne, Kal nad Kanalom, Levpa, Lokovec, Lokve, Osek-Vitovlje, Trnovo, Deskle-Anhovo, Dobrovo v Brdih, Kambreško, Ročinj, Kanal ob Soči, Kojsko, Lig, Medana, Ozeljan, Ravnica, Grgar (sedež: Nova Gorica);
- 10. volilni okraj: del občine Nova Gorica, ki obsega območje krajevnih skupnosti: Nova Gorica Center, Kromberk, Rožna Dolina, Šempeter pri Gorici, Vogrsko, Solkan, Bukovica, Vrtojba (sedež: Nova Gorica);
- 11. volilni okraj: občina Ajdovščina in občina Vipava, ki obsegata območje krajevnih skupnosti: Ajdovščina, Batuje, Brje, Budanje, Col, Črniče, Dobravlje, Dolga Poljana, Erzelj, Gabrje, Goče, Gojače, Gradišče pri Vipavi, Kamnje-Potoče, Lokavec, Lozice, Lože-Manče, Otlica- Kovk, Planina, Podkraj, Podnanos, Podraga, Predmeja, Selo, Skrilje, Slap, Šmarje, Štomaž, Ustje, Velike Žablje, Vipava, Vipavski Križ, Vrhpolje, Vrtovin, Žapuže, Cesta (sedež: Ajdovščina);